# Arquidiócesis de Ciudad del Cabo
La arquidiócesis de Ciudad del Cabo (en latín: Archidioecesis Civitatis Capitis y en inglés: Roman Catholic Archdiocese of Cape Town) es una circunscripción eclesiástica latina de la Iglesia católica en Sudáfrica, sede metropolitana de la provincia eclesiástica de Ciudad del Cabo. La arquidiócesis tiene al arzobispo Stephen Brislin como su ordinario desde el 18 de diciembre de 2009. 

## Territorio y organización
La arquidiócesis tiene 30 892 km² y extiende su jurisdicción sobre los fieles católicos de rito latino residentes en parte de la provincia del Cabo Occidental.
La sede de la arquidiócesis se encuentra en la Ciudad del Cabo, en donde se halla la Catedral de Santa María. 
En 2019 en la arquidiócesis existían 75 parroquias.
La arquidiócesis tiene como sufragáneas a las diócesis de: Aliwal, De Aar, Oudtshoorn, Port Elizabeth y Queenstown. 
La santa patrona de la arquidiócesis de Ciudad del Cabo es Santa María de la huida a Egipto.

## Historia
El vicariato apostólico del Cabo de Buena Esperanza, Madagascar y territorios adyacentes fue erigido el 8 de junio de 1818, primera circunscripción eclesiástica de Sudáfrica, en territorios que antes pertenecían a la diócesis de Santo Tomé y Príncipe (costa noroeste de la Cabo de Buena Esperanza) y a la prelatura territorial de Mozambique (hoy arquidiócesis de Maputo, costa al este del cabo de Buena Esperanza). Desde 1806 el territorio sudafricano dependió del vicariato apostólico de Inglaterra. El vicariato apostólico tenía jurisdicción sobre la Colonia del Cabo y la isla de Madagascar, y sobre territorios adyacentes que no estaban bien definidos.
Con dos decisiones de 11 de marzo y 4 de abril de 1819, la Santa Sede definió y amplió los territorios de competencia de los vicarios apostólicos, a los que también fueron asignados la isla Santa Elena, Mauricio, Seychelles y Australia. La sede del vicariato apostólico era la ciudad de Port Louis en la isla de Mauricio.
El nuevo vicariato apostólico fue confiado a los benedictinos ingleses. El primer vicario apostólico, Edward Bede Slater, de la abadía de Ampleforth en Yorkshire, no pudo pisar Sudáfrica, debido a la prohibición impuesta por las autoridades británicas a la presencia de obispos católicos en sus dominios. Sin embargo, un sacerdote católico irlandés, Patrick Scully, pudo abrir la primera iglesia católica en Ciudad del Cabo en 1820, iniciando misiones católicas en Sudáfrica.
Sin embargo, los primeros años de la misión fueron difíciles; en 1822 Patrick Scully tuvo que abandonar Ciudad del Cabo y la escasa comunidad católica, compuesta en su mayoría por soldados irlandeses, estuvo sin sacerdote durante varios años. En 1826 llegó un sacerdote holandés, Theodore Wagenaar, y al año siguiente un benedictino de Ampleforth, Thomas Rishton. La misión fue abandonada nuevamente después de unos meses y no fue hasta 1836 que los católicos del Cabo pudieron tener un nuevo sacerdote, el dominico Tomás Morel.
El 6 de junio de 1837, con el breve Ex munere del papa Gregorio XVI, el vicariato apostólico se dividió en dos: el Cabo de Buena Esperanza y la isla de Santa Elena se convirtieron en un vicariato apostólico autónomo, distinto del vicariato apostólico de Mauricio (hoy diócesis de Port Louis), de la que también dependían las Seychelles. El dominico irlandés Patrick Raymond Griffith fue el primer vicario apostólico que pudo residir en Sudáfrica.
El 30 de julio de 1847, mediante el breve Quum ad utilitatem del papa Pío IX, el vicariato apostólico del Cabo de Buena Esperanza cedió una parte de su territorio para la erección del vicariato apostólico del Cabo de Buena Esperanza, Distrito Oriental (hoy diócesis de Port Elizabeth) y al mismo tiempo cambió su nombre a vicariato apostólico del Cabo de Buena Esperanza, Distrito Oeste.
El 11 de agosto de 1874 cedió una parte de su territorio para la erección de la prefectura apostólica del Cabo de Buena Esperanza, Distrito Central (hoy diócesis de Oudtshoorn) mediante el breve Iam inde ab anno del papa Pío IX.
El 9 de abril de 1934, en virtud de la bula Quo spirituali del papa Pío XI, incorporó la isla de Santa Elena que pertenecía al vicariato apostólico del Cabo de Buena Esperanza, Distrito Central y las islas de Ascensión y Tristán de Acuña que todavía no pertenecer a ningún distrito eclesiástico.
El 13 de junio de 1939 cambió su nombre a vicariato apostólico de Ciudad del Cabo.
El 11 de enero de 1951 el vicariato apostólico fue elevado al rango de arquidiócesis metropolitana con la bula Suprema Nobis del papa Pío XII.
El 18 de agosto de 1986 cedió una parte de su territorio para la erección de la misión sui iuris de Santa Elena, Ascensión y Tristán de Acuña.

## Estadísticas
De acuerdo al Anuario Pontificio 2020 la arquidiócesis tenía a fines de 2019 un total de 260 436 fieles bautizados.
| Año                                                                             | Población            | Población | Población      | Sacerdotes | Sacerdotes    | Sacerdotes    | Bautizados por sacerdote | Diáconos permanentes | Religiosos | Religiosos | Parroquias |
| Año                                                                             | Bautizados católicos | Total     | % de católicos | Total      | Clero secular | Clero regular | Bautizados por sacerdote | Diáconos permanentes | Varones    | Mujeres    | Parroquias |
| ------------------------------------------------------------------------------- | -------------------- | --------- | -------------- | ---------- | ------------- | ------------- | ------------------------ | -------------------- | ---------- | ---------- | ---------- |
| 1950                                                                            | 33 464               | 762 000   | 4.4            | 80         | 40            | 40            | 418                      |                      | 82         | 411        | 32         |
| 1959                                                                            | 55 039               | 913 922   | 6.0            | 90         | 41            | 49            | 611                      |                      | 109        | 493        | 35         |
| 1970                                                                            | 96 343               | 1 120 500 | 8.6            | 144        | 73            | 71            | 669                      |                      | 131        | 431        | 49         |
| 1980                                                                            | 141 780              | 2 678 000 | 5.3            | 124        | 61            | 63            | 1143                     | 2                    | 97         | 415        | 62         |
| 1990                                                                            | 192 000              | 2 304 000 | 8.3            | 112        | 53            | 59            | 1714                     | 49                   | 82         | 352        | 67         |
| 1999                                                                            | 191 900              | 3 679 375 | 5.2            | 124        | 65            | 59            | 1547                     | 51                   | 85         | 241        | 72         |
| 2000                                                                            | 193 810              | 3 734 564 | 5.2            | 122        | 62            | 60            | 1588                     | 51                   | 93         | 229        | 69         |
| 2001                                                                            | 196 717              | 3 790 581 | 5.2            | 119        | 59            | 60            | 1653                     | 66                   | 80         | 211        | 72         |
| 2002                                                                            | 198 684              | 3 846 457 | 5.2            | 125        | 63            | 62            | 1589                     | 62                   | 88         | 260        | 72         |
| 2003                                                                            | 200 670              | 3 921 397 | 5.1            | 127        | 68            | 59            | 1580                     | 58                   | 93         | 260        | 73         |
| 2004                                                                            | 205 679              | 3 539 306 | 5.8            | 120        | 60            | 60            | 1713                     | 57                   | 94         | 252        | 72         |
| 2006                                                                            | 213 677              | 2 682 000 | 8.0            | 117        | 63            | 54            | 1826                     | 61                   | 94         | 217        | 72         |
| 2013                                                                            | 234 000              | 2 875 000 | 8.1            | 124        | 67            | 57            | 1887                     | 59                   | 93         | 167        | 72         |
| 2016                                                                            | 248 847              | 4 321 101 | 5.8            | 127        | 71            | 56            | 1959                     | 52                   | 67         | 159        | 75         |
| 2019                                                                            | 260 436              | 4 626 198 | 5.6            | 134        | 68            | 66            | 1943                     | 50                   | 78         | 136        | 75         |
| Fuente: Catholic-Hierarchy, que a su vez toma los datos del Anuario Pontificio. |                      |           |                |            |               |               |                          |                      |            |            |            |

## Episcopologio
- Beato Patrick Raymond Griffith, O.P. † (8 de junio de 1837-18 de junio de 1862 falleció)
- Beato Thomas Grimley † (19 de junio de 1862 por sucesión-29 de enero de 1871 falleció)
- Beato John Leonard † (1 de octubre de 1872-19 de febrero de 1908 falleció)
- John Rooney † (19 de febrero de 1908 por sucesión-diciembre de 1924 retirado)
- Bernard Cornelius O'Riley † (15 de julio de 1925-6 de junio de 1932 renunció)
- Francis Hennemann, S.A.C. † (30 de junio de 1933-12 de noviembre de 1949 renunció)
- Owen McCann † (12 de marzo de 1950-20 de octubre de 1984 retirado)
- Stephen Naidoo, C.SS.R. † (20 de octubre de 1984-1 de julio de 1989 falleció)
- Lawrence Patrick Henry † (7 de julio de 1990-18 de diciembre de 2009 retirado)
- Stephen Brislin, desde el 18 de diciembre de 2009